# Schindel-Schwinger
Schindel-Schwinger ist die Titelfigur einer fünfbändigen, zwischen 1975 und 1977 erschienenen anarchischen deutschen Comicreihe von Autor Peter-Torsten Schulz und Zeichner Michael Ryba.

## Geschichte
Der Comic erschien in fünf Bänden beim Verlag Illu Press Edition.
1. Schindel-Schwinger zieht den Stöpsel
2. Schindel-Schwinger kickt im Abseits
3. Schindel-Schwinger zwickt die Hexen
4. Schindel-Schwinger stoppt den Ölexpress
5. Schindel-Schwinger sprengt die Spielbank

Der fünfte Band wurde von Illu Press ohne Wissen der beiden Autoren Schulz und Ryba produziert; beauftragt wurde damit das italienische Studio Mondadori. In der Folge kam es zu einem Rechtsstreit zwischen den Autoren und dem Verlag. Ein sechster Band, Schindel-Schwinger schnappt die Agenten, war seitens des Verlags geplant, erschien aber als Folge des Rechtsstreits nie.
Ergänzend zu den Comics wurden Merchandising-Artikel wie Malbücher und Plastikfiguren mit Schindel-Schwinger-Motiven verkauft.

## Handlung
Ausgangsszenario ist die Erschaffung der Welt. Nachdem sich der Schöpfer bei einem Whisky von seinem Werk ausgeruht hat, schläft er in einer Lehmkuhle ein. Dort lagern diverse verworfene Geschöpf-Prototypen, Proben genannt, die nun unglücklicherweise durch den Atem des Schlafenden lebendig werden, darunter auch Schindel-Schwinger, eine Art Drache mit blonden Haaren und Boxhandschuhen. Die Proben machen sich aus dem Staub und gründen am Tullamore-Fluss eine Stadt namens Flohheim. Um sein Ansehen besorgt beauftragt Gott Luzifer und Petrus damit, die Entlaufenen zurückzuholen. Wem von beiden das gelinge, der solle später die Erde beherrschen. Luzifer und Petrus stoßen nach geraumer Zeit auf Flohheim und bauen jeweils oberhalb der in einem Tal gelegenen Stadt Festungen. Der „Kampf um Flohheim“, verbindender Untertitel aller fünf Bände, beginnt. Neben Schindel-Schwinger, dem mit großem Ego ausgestatteten Retter von Flohheim, ist Bimmel-Beule eine zentrale Figur des Comics: Der Bürgermeister von Flohheim, eine Kreuzung aus Walross und Elch.

### Band 1: Schindel-Schwinger zieht den Stöpsel
Luzifer gelingt es, durch einen Trick alle weiblichen Proben vor die Tore von Flohheim zu locken und dort gefangen zu nehmen. Petrus’ Engel haben die Aktion verfolgt und jagen Luzifers Schergen die Proben ab. Die männlichen Proben erlangen von der Entführung Kenntnis, und Bürgermeister Bimmel-Beule bestimmt Schindel-Schwinger dazu, die Frauen der Stadt zu retten. Dieser macht sich gemeinsam mit vier Freunden auf, um ausgerechnet Luzifer um Beistand gegen die Engel zu bitten. Dieser setzt das Grüppchen umgehend gefangen. Die übrigen Proben ziehen zu Petrus’ Burg, um ihre Frauen zu befreien, was ihnen zunächst auch gelingt, da Luzifers Schergen in diesem Moment die Burg angreifen, um die gefangenen Probenfrauen zurückzuerlangen. Ein einsetzender Regen setzt das Tal zwischen den beiden Burgen, in dem Flohheim liegt, unter Wasser. Den Engeln gelingt es, mittels einer Arche die Proben gefangen zu nehmen. Durch Grabarbeiten in den Tiefen von Luzifers Burg gelingt es Schindel-Schwinger und seinen Getreuen, das Wasser im Talkessel in den Kessel des Fegefeuers unter der Burg abfließen zu lassen. Die Arche mit den gefangenen Proben strandet in Flohheim, wo die Proben von Schindel-Schwinger befreit werden.

### Band 2: Schindel-Schwinger kickt im Abseits
Schindel-Schwinger und einige Freunde spielen frühmorgens außerhalb der Stadt Fußball und werden dabei von Petrus und Luzifer entdeckt. In der Hoffnung, die Proben dabei gefangensetzen zu können, vereinbaren beide ein gemeinsames Fußballspiel gegen eine Auswahl Flohheims. Während Petrus und Luzifer Schwierigkeiten haben, sich auf eine gemeinsame Auswahl zu einigen, arbeiten beide eifrig an Trojanischen Ziegen, mit deren Hilfe sie jeweils der Proben habhaft werden wollen. Außerdem produzieren sie in Mengen mit Schlafmittel versetzte Limonade (Luzifer) bzw. Eis am Stiel (Petrus), um die Proben und die jeweilige Gegenseite zu betäuben. Da vor Beginn des Spiels Proben, Engel und Teufel reichlich von den kostenlosen Süßigkeiten probieren, fallen alle in einen tiefen Schlaf, und nur Petrus und Luzifer selbst bleiben wach. Die beiden beschließen, ein Elfmeterschießen um die Proben auszutragen, können ob ihrer Unsportlichkeit aber keinen Sieger ermitteln. Schließlich erwachen Proben, Teufel und Engel wieder, das Spiel beginnt, und Schindel-Schwinger schießt die Proben praktisch im Alleingang zum Sieg. Weder Petrus noch Luzifer können Proben gefangen nehmen.

### Band 3: Schindel-Schwinger zwickt die Hexen
Anlässlich Petrus’ Geburtstag laden die Engel die Proben zur Feier desselben in ihre Burg ein. Schulmeister Brems-Pläte vermutet eine Falle, doch unter der Führung von Bürgermeister Bimmel-Beule machen die Proben sich auf den Weg zur Burg. Dort werden sie von Petrus in der Tat in einem riesigen Glasbehälter gefangen gesetzt. Der Imker Wiesen-Sohle kann seine Bienen auf den Weg zu Luzifers Burg senden, wo diese mit ihren Leibern einen Hilferuf formen. Luzifers Großmutter macht sich mit ihren Hexen auf den Weg zu Petrus’ Burg und befreit dort die Proben aus ihrem Gefängnis. Die Hexen setzen die Proben nun allerdings in Luzifers Burg gefangen, wo gerade die Vorbereitungen zur Feier der Walpurgisnacht abgeschlossen werden, der die Proben beiwohnen dürfen, bevor Petrus sie seinem Vater präsentieren will. Nach einem epischen Kampf können die Proben schließlich mit Hilfe einer List des ehemaligen Teufels Saulus, der mittlerweile ein Bewohner Flohheims ist, aus der Hölle zurück in ihr Dorf fliehen.

### Band 4: Schindel-Schwinger stoppt den Ölexpress
Im Flohheimer Tal geht das Öl aus, was insbesondere Petrus in eine Bredouille bringt, da er die Proben durch die Entführung von Schindel-Schwinger in seine Gewalt bringen und mittels einer ölbetriebenen Rakete zum Schöpfer schicken will. Er setzt auf Schindel-Schwingers Eitelkeit und ruft einen Wettbewerb aus, der dem ersten Finder von Öl enormen Ruhm verspricht. Schindel-Schwinger fällt auf die List herein und verlässt sein Dorf, um Öl zu suchen. Petrus und Luzifer setzen ihre Schergen auf ihn an, die die Probe wechselseitig entführen, wobei die Engel letztendlich obsiegen. Mangels Öl will Petrus die Probe durch einen Ballon ausliefern. Die Teufel schießen diesen ab, und Schindel-Schwinger landet in einer verlassenen Siedlung, in der früher Öl gefördert wurde. Er findet dort eine neue Quelle. Bald wird er von seinen Häschern entdeckt, woraufhin sich Engel und Teufel um das Öl streiten. Mit einem Zug (dem namensgebenden Ölexpress) wollen die Engel das Öl zu Petrus’ Burg abtransportieren. Mit Hilfe der übrigen Proben, die Schindel-Schwinger heimlich gefolgt sind, kann er den Ölexpress stoppen und nach Flohheim entführen.

### Band 5: Schindel-Schwinger sprengt die Spielbank
Petrus hat erneut einen Plan ausgeheckt, um die Proben gefangen zu nehmen. Er lässt Schindel-Schwinger entführen und erpresst die übrigen Proben, im flussabwärts gelegenen Casino Santa Moneta um seine Freiheit zu spielen. Dort hat er den Roulettetisch manipulieren lassen. Luzifer erfährt von Petrus’ Plänen und vereinbart mit diesem einen Wettkampf; im Falle eines Sieges würde Petrus Luzifer und seinen Schergen den Zutritt zum Casino gestatten. Luzifers Team gewinnt, und Engel, Teufel und Proben treffen sich im Casino am Roulettetisch; auch der aus seinem Gefängnis in der Engelsburg geflohene Schindel-Schwinger findet sich ein. Die Proben entdecken die Manipulation des Roulettetischs und manipulieren die Abläufe ihrerseits, so dass Engel und Teufel ihre gesamtes Geld verlieren. Die Proben treten die Flucht an, die ihnen auch gelingt, da sich Engel und Teufel untereinander bekriegen, statt sich auf die Ergreifung der Proben zu konzentrieren.